# آندریا ایسفاج
آندریا ایسفاج (انگلیسی: Andrea Isufaj؛ زادهٔ ۲۱ نوامبر ۱۹۹۹) بازیکن فوتبال است.
از باشگاه‌هایی که در آن بازی کرده‌است می‌توان به باشگاه فوتبال کیه‌وو ورونا اشاره کرد.